# LIVE (漫画)
『LIVE』（ライブ）は、梅澤春人による日本の漫画作品。悪魔を題材としたダーク・ファンタジー作品。

## あらすじ
ある夜、道を歩いていた勇太朗は、同級生の暗井くんが十字路で黒魔術を行っているところに遭遇し、その時の行き違いから、召喚された悪魔・スレイヤと「血ぬられた契約」を結ぶことになる。

## 登場人物

### 主要人物
スレイヤ
本作の主人公。暗井くんによって呼び出された魔界の悪魔である。召喚された際は全裸だった。願いを3つだけ叶えることができ、勇太朗の「スレイヤを人間に」という願いによって人間となる。手の甲に獣の数字の刺青がある。「血塗られた契約」で勇太朗とは繋がっていて、勇太朗が怪我をするとスレイヤも怪我をし、勇太朗が死ぬとスレイヤも死ぬが、人間になったことが原因で「血塗られた契約」が通常と異なるものとなり、スレイヤが死んでも勇太朗が死ぬことはない。人間となっても身体能力は大きくて腕力も強い。さらに魔界の下僕と称してカラスを呼び寄せることもできる。好物は女・血・肉である。人間になった当初は凶暴で非道な言動が目立つが、次第に勇太朗の影響を受ける。
王仁瓦勇太朗（おにがわら ゆうたろう）
心優しき学生。第六高校（ロクコー）に通っている。クラスメイトの暗井くんが黒魔術を行っているところに遭遇し、その結果、スレイヤと血塗られた契約を結ぶことになる。スレイヤの凶暴さに手を焼いている。

### 周辺人物
勇太朗の母
勇太朗の母親。スレイヤによって心臓を躍り食いされそうになるが、彼女の料理が美味だったために命拾いをする。物事を深く考えずにスレイヤと和む。
勇太朗の父
勇太朗の父親で故人である。勇太朗の正義感は彼の影響が大きい。
富永（とみなが）
勇太朗のクラスメイトの女子学生。巳道に絡まれたことがきっかけでトラブルに巻き込まれる。

### 不良
ユウジ・マモル・キョーヘイ
暗井に犬の糞を食わせようとした3人の不良。勇太朗とスレイヤに制裁を受けた。
鶴田（つるた）
ユウジ・マモル・キョーヘイ達のボス。十字架がチャームポイントである。スキンヘッドで警棒を所持しており凶器として使用する。不良達は鶴田の武器を「殺人警棒」と呼んでいる。不良達曰く、鶴田がこの殺人警棒でドスを持ったチンピラ5人を半殺しにしたのは有名な話だとのこと。
巳道乱（みどう らん）
獄門高校一年華組。サングラスをかけ、二本の鎖を蛇のように操る。趣味は車・拷問・虫取りと多彩である。体育の授業中であった第六高校のグラウンドに大音量の音楽を流しながらシボレー・インパラで侵入し、体育教師の腕をインパラで轢く、所持していた二本の鎖で女生徒の体操服の前面を破いて下着を露出させる、さらにハリガネムシを爪の間に侵入させるという手口で勇太朗を拷問にかけるなどの非道な行為を披露したが、スレイヤによって制裁を受ける。その後は七雲に手を拳銃で撃ち抜かれたり、スレイヤに拉致されて下着にサングラスをかけた姿で磔にされて大量のカラスに突かれるといった拷問を受けるなど、悲惨な目に遭う。
七雲竜次（なぐも りゅうじ）
巳道達のボス。スキンヘッドで、頭部に蜘蛛の刺青がある。夢はウージーで大量殺人を行い悪魔になることであると述べる非常に危険な人物である。拳銃を所持し、路駐するふりをして後ろから車で忍び寄り、街路を歩いていたスレイヤを車越しに拳銃で殺害しようとしたが、スレイヤをかばった勇太朗が被弾した。拳銃でスレイヤを撃つ際、「199!（ワンナインナイン）」と発言している。復讐にきたスレイヤを多数の手下とウージーで殺害しようとするが、スレイヤの徹底的な返り討ちに遭い、手足の骨を折られて警察署の入り口に放置された。

### その他
暗井くん（くらい-）
第六高校の生徒で根暗のいじめられっ子。夜中に黒魔術をしているところを勇太朗に目撃され、逃走する。凄惨ないじめを受けており、登校拒否を起こして家に引き籠っている。不良の手によって無理矢理部屋から引きずり出され、公園で犬の糞を食わされそうになるが、勇太朗によって阻止された。なお、その後の詳細は不明である。
コンビニ強盗
勇太朗を人質にとった。スレイヤと同じ服を着ており、そのためにスレイヤと勘違いされた。スレイヤの股間ビールフラッシュをくらい、逮捕された。
体育教師
第六高校のグラウンドに侵入した巳道達を止めようとしたが、右腕をインパラに轢かれて白目を剥いた。その後の安否は不明である。

## 単行本
1. ISBN 4-0887-3622-2 / ISBN 978-4-0887-3622-8